# 1446
1446. је била проста година.

## Догађаји
- На место патријарха Никона, изабран је нови архипископ пећки и патријах српски Теофан.